# François-Verdier (metropolitana di Tolosa)
François-Verdier è una stazione della metropolitana di Tolosa, inaugurata il 30 giugno 2007 in presenza di Jean-Louis Borloo. Avendo una banchina da 12 porte e lunga 52 metri, è in grado di accogliere vetture a quattro vagoni.

## Architettura
L'opera d'arte all'interno della stazione è realizzata da Patick Corillon. La stazione si trova nei pressi del monumento ai caduti che racconta la leggenda dei Mallandiers, degli alberi cavi che si trovano nelle macerie dei campi di battaglia. Le radici dell'albero si trovano sul binario in direzione Borderouge.

## Servizi
La stazione dispone di:
- Biglietteria automatica
- Scale mobili